# مک‌میلان ۲۲۸۹
سیارک ۲۲۸۹ (به انگلیسی: 2289 McMillan، نامگذاری:6567P-L) دو هزار و دویست و هشتاد و نهمین سیارک کشف شده‌است که در ۲۴ سپتامبر ۱۹۶۰ کشف شد.
قدر مطلق سیارک برابر ۱۳٫۶۰ است.